# علیه روش
در دشمنی با روش یا برضد روش: جانمایهٔ یک نظریهٔ آشوبگرای دانش (انگلیسی: Against Method: Outline of an Anarchistic Theory of Knowledge) کتابی منتشرشده در سال ۱۹۷۵ دربارهٔ فلسفه علم است که پاول فایرابند آن را نوشته است و در آن استدلال می‌کند دانش تجربی گستره‌ای آشوب‌بنیاد است و چنان‌که کسانی مانند کارل پوپر می‌گویند روشمند و هنجارپذیر نیست. در بافتار این کتاب، واژهٔ آشوب دربارهٔ آشوب شناخت‌شناختی است. وی با بررسی روند ساخت و سامان‌گیری دیدگاه‌های بزرگ و فراگیر در پهنهٔ دانش‌های آزمودنی مانند دیدگاه‌های کوپرنیک، گالیله، نیوتن، انیشتین و نیلز بور (کوانتوم) کاستی‌های آنها را در رویکرد هنجارگزین و روشمند یادآوری می‌کند. از نظر فایرابند «علم هیچ روش واحد خاص جهانشمولی ندارد، بلکه هر چیزی می‌تواند، آشکارا و نهان، در تکوین و تکمیل آن تأثیر گذار باشد.» فایرابند در این کتاب صراحتاً می‌گوید: «علم دارای مؤلفه‌هایی است که گاه برای قبولاندن محتاج حقّه بازی است.». او همچنین با بررسی هنر مصر و یونان باستان با دوران فیلسوفان پیشاسقراطی دوگانگی‌های جهان‌شناختی را در پیوند با روش‌شناسی‌های گوناگون برمی‌شمارد. این کتاب را مهدی قوام صفری به فارسی ترجمه کرده است.